# Francisco Arcellana

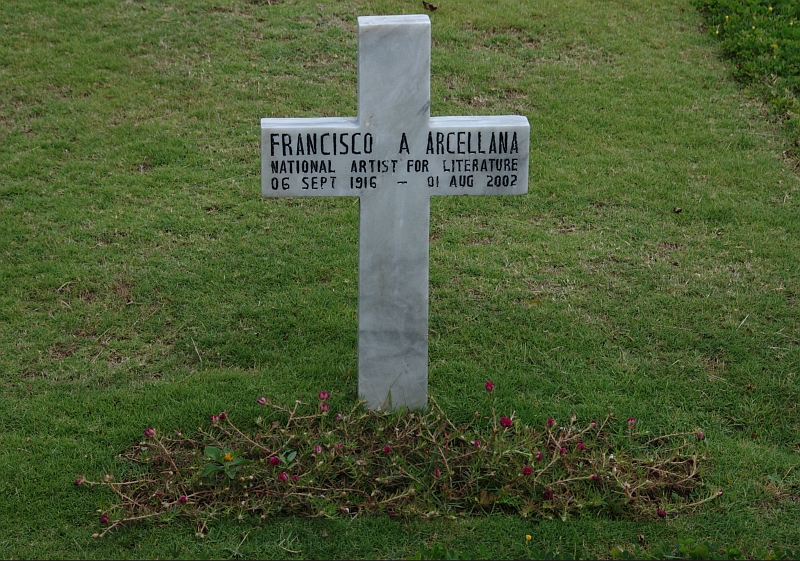
Arcellana este înmormântat la Libingan ng mga Bayani (Cimitirul Eroilor)

Francisco Arcellana (6 septembrie, 1916 — 1 august, 2002) a fost un scriitor, poet, eseist, critic, jurnalist și profesor filipinez. Multe dintre lucrările sale au fost traduse în limbi precum tagalog, malaieză, rusă, italiană și germană.